# The Summer Hits Tour
A The Summer Hits Tour  é a quinta turnê do grupo feminino britânico Little Mix e a primeira turnê oficial do grupo em estádios. A turnê foi anunciada em 27 de novembro de 2017, como também a venda de ingressos começou em 30 de novembro.  Começou em 24 de março de 2018, em Chiba , no Japão, com destaque para o POPSPRING Festival 2018. Esta é a primeira turnê do estádio do grupo. Os vencedores do X Factor Rak-Su foram o ato de abertura da banda.

## Ato de abertura
- Rak-Su

## Repertório
Este repertório é do show em 06 de julho de 2018 em Hove. Não pretende representar todos os shows da turnê. 
1. ""Touch"
2. "Reggaetón Lento (Remix)"
3. "How Ya Doin'?"
4. "Love Me Like You"
5. "Hair"
6. Little Me
7. "No More Sad Songs"
8. "Wings"
9. "Change Your Life"
10. "Move"
11. "Black Magic"
12. "Salute"
13. "Only You"
14. "Shout Out to My Ex"

Encore
1. "Secret Love Song"
2. "Power"

## Datas da turnê
| Data                             | Cidade                           | País                             | Local                            |                                  |                                  |                                  |
| Asia - The Summer Hits Tour 2018 | Asia - The Summer Hits Tour 2018 | Asia - The Summer Hits Tour 2018 | Asia - The Summer Hits Tour 2018 | Asia - The Summer Hits Tour 2018 | Asia - The Summer Hits Tour 2018 | Asia - The Summer Hits Tour 2018 |
| -------------------------------- | -------------------------------- | -------------------------------- | -------------------------------- | -------------------------------- | -------------------------------- | -------------------------------- |
| 24 Março 2018                    | Chiba                            | Japão                            | Makuhari Messe                   |                                  |                                  |                                  |
| 25 Março 2018                    | Kobe                             | Japão                            | Kobe World Hall                  |                                  |                                  |                                  |
| Europa                           |                                  |                                  |                                  |                                  |                                  |                                  |
| 6 Julho 2018                     | Hove                             | Inglaterra                       | The 1st Central County Ground    |                                  |                                  |                                  |
| 7 Julho 2018                     | Swansea                          | País de Gales                    | Liberty Stadium                  |                                  |                                  |                                  |
| 8 Julho 2018                     | Colchester                       | Inglaterra                       | Weston Homes Community Stadium   |                                  |                                  |                                  |
| 12 Julho 2018                    | Northampton                      | Inglaterra                       | County Ground                    |                                  |                                  |                                  |
| 13 Julho 2018                    | Hull                             | Inglaterra                       | KCOM Craven Park                 |                                  |                                  |                                  |
| 14 Julho 2018                    | Bolton                           | Inglaterra                       | Macron Stadium                   |                                  |                                  |                                  |
| 15 July 2018                     | Huddersfield                     | Inglaterra                       | John Smith’s Stadium             |                                  |                                  |                                  |
| 19 Julho 2018                    | Derby                            | Inglaterra                       | The 3AAA County Ground           |                                  |                                  |                                  |
| 20 Julho 2018                    | Lincoln                          | Inglaterra                       | Lincolnshire Showground          |                                  |                                  |                                  |
| 21 Julho 2018                    | Norwich                          | Inglaterra                       | Earlham Park                     |                                  |                                  |                                  |
| 22 Julho 2018                    | Maidstone                        | Inglaterra                       | Kent Event Centre                |                                  |                                  |                                  |
| 26 Julho 2018                    | Gateshead                        | Inglaterra                       | Gateshead International Stadium  |                                  |                                  |                                  |
| 27 Julho 2018                    | Falkirk                          | Escócia                          | Falkirk Stadium                  |                                  |                                  |                                  |
| 28 Julho 2018                    | Aberdeen                         | Escócia                          | AECC Outdoors                    |                                  |                                  |                                  |
| 29 Julho 2018                    | Inverness                        | Escócia                          | Bught Park                       |                                  |                                  |                                  |